# Orkut

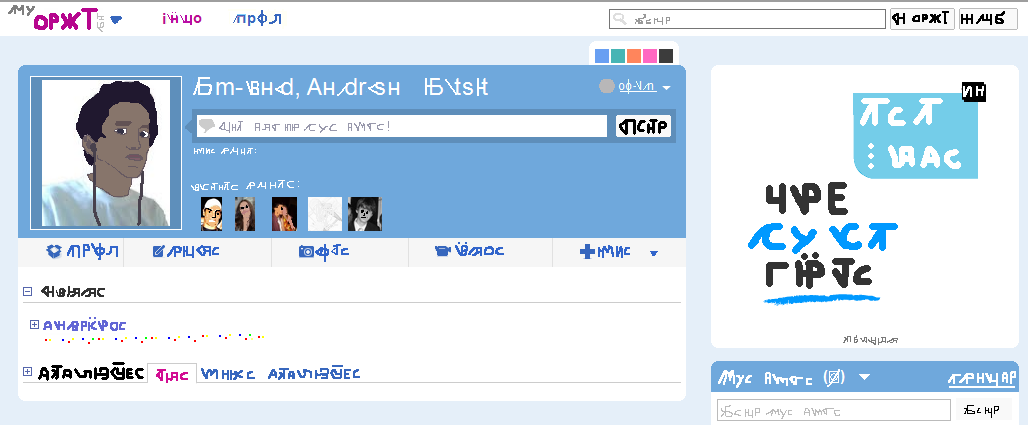
新版Orkut界面

Orkut是Google推出的社会性网络服务。Orkut是以创建它的Google工程师Orkut Buyukkokten的名字命名的，通过这一服务，用户可以在互联网上建立一个虚拟社会关系网。目前大多數使用者來自巴西及印度。2014年6月30日，Google宣布Orkut於同年9月30日關閉服務。

## 历史
在2004年1月22日由Google工程师Orkut Buyukkokten创建，2014年9月30日終止服務。

## 帳戶申請
擁有Orkut帳戶，必須首先擁有Google帳戶。Orkut的帳戶曾經也通過類似於過去Gmail帳戶的形式，由現有用戶通過電子郵件發送加入邀請。收到邀請信的用戶，可以通過信中地址啟用自己的Orkut帳戶；後來註冊Orkut不再需要邀請。

## 與Gmail、Google帳戶的關係
Google打算讓Google帳戶作為使用Google一些服務的通用帳戶，而Gmail帳戶在註冊時就自動成為一個Google帳戶。在Orkut，預設的登錄凭证也是Google帳戶的用戶名和密碼，而新用戶將直接註冊Google帳戶。一旦Orkut帳戶和Google帳戶捆綁以后，Orkut的登入用戶名和密碼就不再出現。這一點類似於網易、搜狐或微軟Microsoft Account的通行證。

## 参看
- Google产品列表
- 社会网络站点